# Eddie Perfect
Eddie Perfect (Melbourne, 17 de diciembre de 1977) es un actor, comediante y músico australiano, conocido por interpretar a Mick Holland en la serie Offspring.

## Biografía
Eddie se unió a la Academia de Australia Occidental de Artes Escénicas de donde se graduó en el 2001.
En el 2008 Eddie le propuso matrimonio a su novia Lucy Cochran, poco después la pareja se casó y en 2009 tuvieron su primera hija. Más tarde la pareja le dio la bienvenida a su segunda hija, Lottie Lux Perfect el 21 de febrero de 2012.

## Carrera
Eddie ha aparecido como invitado en series como Kath and Kim, Spicks and Specks, Good News Week, Stingers, Blue Heelers, MDA, entre otras...
Eddie lanzó los álbumes Welcome to the Inside of Ed's Head y Angry Eddie.
En el 2007 apareció en la obra de teatro Keating! the Musical donde interpretó a varios personajes, la puesta en escena era una parodia del ex-ministro  australiano de Asuntos Exteriores Alexander Downer.
En el 2008 escribió la obra Shane Warner: The Musical, una sátira basada en la vida y hazañas del jugador de críquet australiano Shane Warne.
En el 2010 se unió al elenco de la serie australiana Offspring donde interpreta al músico Mick Holland, el iesposo de Billie Proudman, hasta ahora. Desde 2010 es el director del programa de televisión Ultimate School Musical, el cual es presentado por la modelo y cantante Ruby Rose. El programa muestra a un grupo de adolescentes de una escuela ordinaria intentando poner en producción un musical a nivel profesional en tan sólo seis semanas.
Su show individual llamado "Misantropology" se estrenó en el Spiegeltent en enero del 2011 como parte del festival de Sídney.

## Filmografía

### Series de televisión
| Año             | Título       | Personaje          | Notas                                   |
| --------------- | ------------ | ------------------ | --------------------------------------- |
| 2010 - presente | Offspring    | Mick Holland       | 60 episodios                            |
| 2014            | It's a Date  | Jeremy             | episodio "Should You Date on Impulse? " |
| 2004            | Kath & Kim   | Trabajador         | 2 episodios                             |
| 2002            | Bootleg      | Gerente de Estudio | miniserie                               |
| 2002            | MDA          | Nigel Newland      | episodio "Flight or Fight"              |
| 2002            | Blue Heelers | Mark Lalor         | episodio "Broken Dreams"                |
| 2002            | Stingers     | Stumpy             | episodio "Big Fish"                     |

### Escritor
| Año  | Título      | Notas                                  |
| ---- | ----------- | -------------------------------------- |
| 2014 | It's a Date | episodio "Should You Date on Impulse?" |

### Apariciones
| Año             | Programa                | Notas                                             |
| --------------- | ----------------------- | ------------------------------------------------- |
| 2016 - presente | Australia's Got Talent  | juez                                              |
| 2014            | Australian Story        | episodio "The Pursuit of Happiness" - presentador |
| 2010            | Ultimate School Musical | 10 episodios - director                           |

### Música
| Año  | Canción         | Notas                                                     |
| ---- | --------------- | --------------------------------------------------------- |
| 2010 | Break Your Fall | interpretó la canción en el episodio "Pilot" de Offspring |

### Teatro
| Año  | Obra                    | Personaje        | Director       | Teatro            | Notas                                                                               |
| ---- | ----------------------- | ---------------- | -------------- | ----------------- | ----------------------------------------------------------------------------------- |
| 2011 | Misanthropology         | -                | Craig Ilott    | -                 | -                                                                                   |
| 2009 | The Threepenny Opera    | Mack the Knife   | -              | Malthouse Theatre | -                                                                                   |
| 2008 | Shane Warne The Musical | Shane Warne      | Neil Armfield  | Athenaeum Theatre | junto a Rosemary Harris                                                             |
| 2007 | Keating! the Musical    | Alexander Downer | -              | -                 | -                                                                                   |
| 2005 | The Big Con             | -                | -              | -                 | junto a Max Gillies                                                                 |
| 2003 | Babes in the Woods      | Jack             | Michael Kantor | Playbox Theatre   | junto a Caroline Craig, Francis Greenslade, Julie Forsyth, Diane Emry & Max Gillies |
| -    | Drink Pepsi, Bitch!     | -                | -              | Malthouse Theatre | también llamada "Drink Eddie TM Bitch!"                                             |

## Premios y nominaciones
| Año  | Categoría                     | Premio                             | Obra / Serie             | Resultado |
| ---- | ----------------------------- | ---------------------------------- | ------------------------ | --------- |
| 2012 | Most Popular Actor            | Silver Logie Award                 | Offspring                | Nominado  |
| 2011 | Most Popular New Male Talent  | Logie Award                        | Offspring                | Nominado  |
| 2009 | Best New Australian Work      | Helpmann Award                     | Shane Warner The Musical | Ganador   |
| 2009 | Best Male Actor in a Musical  | Helpmann Award                     | Shane Warne The Musical  | Nominado  |
| 2009 | -                             | Victorian Premier's Literacy Award | Shane Warne The Musical  | Ganador   |
| 2009 | -                             | Green Room Award                   | Shane Warne The Musical  | Ganador   |
| 2008 | Male Artist in a Leading Role | Green Room Award                   | Shane Warne The Musical  | Nominado  |
| 2008 | -                             | Green Room Award                   | Keating! The Musical     | Ganador   |